# Luiz Miguel Scaff

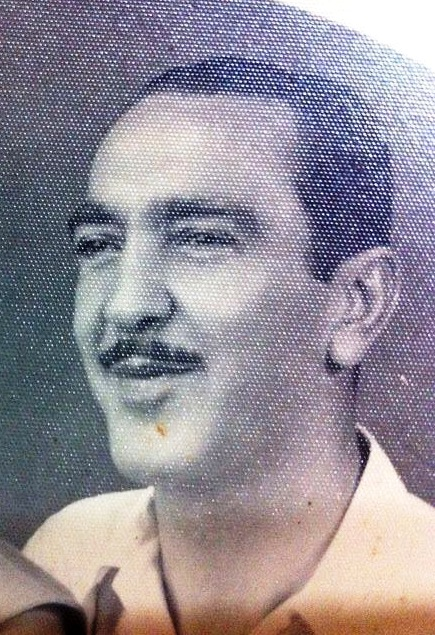
Luiz Miguel Scaff

Luiz Miguel Scaff (Corumbá (MS), 9 de outubro de 1910 – Belém (PA) 24 de dezembro de 1991) Filho de Kalil e Sofia Scaff, nascido na cidade de Corumbá, quando ainda fazia parte do Estado de Mato Grosso, terceiro de quatro irmãos (Hid Alfredo, Luiza e José Scaff) e possuindo outros quatro irmãos por parte materna (Fauze, Fadah, Jorge e Lourdes Scaff Gattass), fruto do segundo casamento de Sofia Scaff com Miguel Gattass Orro. Médico Sanitarista; Pesquisador que dedicou a vida ao estudo e combate à malária e à filariose em todo território nacional. Foi membro da Fundação Rockfeller, desde 1937, órgão posteriormente encampado pelo Ministério da Saúde brasileiro, sob o nome de Departamento Nacional de Endemiais Rurais - DNRu, posteriormente transformado em Fundação Nacional de Saúde - FNS. Entre 1961 e  1962 ocupou o cargo de Chefe de Gabinete do Ministério da Saúde. Foi Diretor do Museu Paraense Emílio Goeldi de 1969 a 1982. Membro do Conselho de Cultura do Estado do Pará, do qual foi Vice-Presidente da Câmara de Ciências Humanas e Patrimônio Histórico e Artístico. Representante da Comunidade no Conselho Universitário da Universidade Federal do Pará.  Faleceu em Belém, Pará, no dia 24 de dezembro de 1991, deixando esposa, Zilda Facury Scaff (Recife, 1925/Belém, 2012), três filhos (Lidia, Luiz Carlos e Fernando) e dois netos (Luma e Lucas).    

## Formação e Títulos
- Fez seu curso primário em Corumbá, Estado de Mato Grosso.
- Na capital do Estado de São Paulo, iniciou e terminou o curso ginasial, tendo estudado no ginásio Anglo Latino e Colégio Paulista – 1922 a 1928.
- Ingressou na Faculdade Nacional de Medicina da Universidade do Brasil, no Rio de Janeiro, em 1929 colando grau em 1934.
- Professor do curso de Malária do Ministério da Saúde.
- Por Decreto Presidencial foi agraciado com a medalha Almirante Tamandaré por serviços prestados a Marinha brasileira em 1949.
- Pela Resolução n°01 de 1966 da Câmara Municipal de Belém foi agraciado com o diploma que lhe conferiu o título de Cidadão de Belém  em 1966.
- Por Decreto Presidencial foi agraciado com a Medalha da Ordem do Mérito Médico na classe de oficial D.O.F. de 12.01.1967.
- Recebeu a Palma Universitária instituída pela Universidade Federal do Pará.

## Cargos e funções exercidas
- (1935 - 1936) Exerceu a clínica médica no interior dos Estados de Mato Grosso e São Paulo.
- Em 01.02.1937 ingressou no Serviço Nacional de Febre Amarela da Fundação Rockfeller e posteriormente no Departamento Nacional de Saúde do Ministério da Educação e Saúde, realizando curso de especialização na área. Exerceu as funções de médico assistente nos Estados do Rio de Janeiro, Santa Catarina, Paraná, Bahia e Minas Gerais nos anos de  1937 e 1938 vinculado aos objetivos da Fundação Rockfeller.
- Em 04.02.1939 foi transferido para o Serviço de Malária do Nordeste, com sede em Fortaleza/ Ceará, a cargo da Fundação Rockfeller, exercendo as funções de médico chefe de Divisão entre os anos de 1939 - 1941
- Em 23.09.1941, voltou ao Serviço Nacional de Febre Amarela e foi encaminhado ao recém-criado Serviço Nacional de Malária, sendo nessa ocasião designado Chefe do Distrito de Jacarepaguá, no Rio de Janeiro, e da Escola de Formação de Guardas Sanitários.
- Pela Portaria Ministerial n°256, publicada no B.P. 80-1942, foi designado para exercer a função de  Professor-Assistente da cadeira de Organização e Administração Sanitária     aplicadas ao curso de Malariologia do Ministério da Saúde.
- Pela Portaria Ministerial n°322, publicada no B.P. n° 45 - 1943, foi designado para exercer as funções de Professor da cadeira de Profilaxia da Malária, no Curso de Malariologia do Ministério da Saúde.
- Em paralelo, em 1943, foi designado a chefiar a Primeira Circunscrição do Serviço Nacional de Malária, com sede em Fortaleza/Ceará, abrangendo os Estados do Ceará, Piauí e Maranhão.
- Em 1945 foi designado a chefiar, sob os auspícios da Fundação Rockfeller, a 1° Revisão contra a Anopheles gambiae em todo o Nordeste Brasileiro.
- Pela Portaria n°240, publicada no B.P. n°77 - 1946, foi designado para chefiar os Serviços Experimentais no Estado de Minas Gerais e para chefiar a 7ª Circunscrição  de Minas Gerais com sede em Divinópolis abrangendo os Estados de Minas Gerais e Goiás.
- Pela Portaria n°456 publicada no B.P. n°94 de 13.08.1947 foi removido da 7° para 5° Circunscrição, abrangendo os Estados de São Paulo e Mato Grosso.
- Em 1947 a 1948 foi nomeado assistente da clínica médica infantil da Santa Casa de Misericórdia de Santos, Estado de São Paulo e assistente do Posto de Puericultura do Macuco,  da L.B.A., na  mesma cidade.
- Em março de 1956, com a criação do Departamento Nacional de Endemias Rurais - DNRu,  foi designado pela portaria n°14, publicada no B.P. de 21.03.1956, para chefiar a Circunscrição do Pará, do referido Departamento, e responder   pelo expediente das circunscrições do Amapá e Amazonas até 1961.
- Em 1957 proferiu a Aula Magna na   Faculdade de Medicina do Pará, tendo realizado outras inúmeras palestras  na cadeira de Parasitologia da Faculdade de Medicina do     Pará.
- Pela  Portaria n°09, publicada no Diário Oficial da União de 16.02.1961, foi  designado para as funções de Chefe de Gabinete do Ministério da Saúde, no Rio de Janeiro, então Distrito Federal.
- Pelo Decreto Presidencial de 15 de março de 1961, foi designado como Membro do Conselho  Deliberativo da Fundação SESP - Serviço Especial de Saúde Pública, como     representante do Ministério da Saúde.
- Por Decreto Presidencial de 05 de junho de 1961, foi nomeado Conselheiro da Comissão Brasileira de Turismo, como representante do Ministério da Saúde.
- Por Decreto  Presidencial publicado no D.O.F. de 23.10.1961, foi nomeado para o cargo de Diretor Geral do Departamento Nacional de Endemias Rurais - DNRu.
- Em 1962, pediu exoneração do cargo de Chefe de Gabinete do Ministro da Saúde.
- Pela Resolução n°183, publicada no D.OF. de 22.10.1963, foi designado chefe da circunscrição Pará do Departamento Nacional de Endemias Rurais - DNRu.
- Eleito membro do Conselho Regional de Medicina do Estado do Pará em 1963.
- Pelo Decreto  Estadual n°6.320 de 29.10.1968 foi nomeado membro do Conselho Estadual de Cultura do Estado do Pará.
- 14.01.1969 foi aposentado no cargo de nível 22-B da série de classes de médico sanitarista do quadro de pessoal do Ministério da Saúde - D.O.F. n° 12 de 17.01.1969.
- 27.01.1969  foi nomeado para o cargo de Diretor do Museu Paraense Emilio Goeldi, órgão do Instituto Nacional de Pesquisas  da Amazônia, e vinculado ao Conselho Nacional de Pesquisas –  CNPq, posteriormente denominado de Conselho Nacional de Pesquisas  Científicas e Tecnológicas (Portaria n°13 de 27.01.1969 publicada no B.P. de 07.02.1969 e no D.OF. de     31.01.1969 seção I – Parte II).
- Em 1969 torna-se membro da Comissão Científica da Sociedade Médico Cirúrgica do Pará.
- Em 1970  foi eleito membro do Conselho Deliberativo da Liga Contra a Lepra, e, no mesmo ano, foi eleito membro do Conselho Deliberativo da Fundação Papa João  XXIII.
- Em 1970,  a convite do Departamento de Estado dos Estados Unidos da América do Norte, excursionou durante 40 dias pelo território americano, visitando museus,     bibliotecas, jardins botânicos, zoológicos, universidades e casas de  cultura.
- Em 1970 torna-se membro do Comitê de Coordenação Nacional encarregado de  estabelecer as bases para a atuação da Comissão Assessora do Programa Cooperativo     para o Desenvolvimento do Trópico Úmido.
- Pelo  Decreto n°07.207 de 21.09.1970 foi reconduzido para membro do Conselho  Estadual de Cultura do Estado do Pará .
- Em 1971 torna-se Diretor do Departamento de Programação da Sociedade Paraense de  Cibernética.

## Órgãos e Instituições a que pertenceu
- Membro da Sociedade Brasileira de Higiene
- Membro da Sociedade Brasileira de Medicina Tropical
- Membro da Sociedade Médico Cirurgiã do Pará
- Membro correspondente da Sociedade Internacional de Filariose
- Membro do Conselho Deliberativo Internacional de Museus
- Membro do Conselho Deliberativo da SUDAM – Superintendência do Desenvolvimento da Amazônia, representando o Conselho Nacional de Desenvolvimento Científico e Tecnológico – CNPq.

## Trabalhos Publicados
- 1943 - Malária da infância. Santos, Sociedade Pediatria da Santa Casa de Misericórdia.
- 1943 – Malária congênita e neonatal. Santos, Sociedade de Pediatria da Santa Casa de Misericórdia.
- 1952 – Microfilaremia congênita. Revista Brasileira de Malariologia e Doenças Tropicais
- 1954 – Comprovação da Microfilaremia congênita de Muchereria bancrofti Revista Brasileira de Malariologia e Doenças Tropicais.
- 1954 - Filarioses nas unidades militares sediadas na Amazônia. Revista Brasileira de Malariologia e Doenças Tropicais
- 1955 – Da possibilidade e o emprego do Hetrazan em esquema de curta duração no combate a Bancroftose. Revista Brasileira de Malariologia e Doenças Tropicais (apresentado ao XII Congresso Brasileiro de Higiene, Belém - PA 1954)
- 1958 – Redução da Microfilaremia de Wuchereria bancrofti com Hecrazan em esquemas de tratamento de duração variável. Revista Brasileira de  Malariologia e Doenças Tropicais
- 1967 – Prevalência e controle da Filariose no Pará: estado atual. Revista Brasileira de Malariologia e doenças tropicais (apresentado ao XVIII Congresso Brasileiro de Higiene, Curitiba 1966)
- 1969 – A reinfestação do Pará pelo Aedes Aegypti; situação atual. Revista Brasileira de Malariologia e Doenças Tropicais (apresentado ao XVIII congresso higiene, Salvador-BA 1958)
- 1969 – Erradiação da filariose Revista Brasileira de Malariologia e Doenças Tropicais
- 1971 – Staining of pathogenica fungi with trypan blue. R. I. Med. Trop. São Paulo Bizarre forms the aetiologic agente in experimental Jorge Lobo’s disease in tortoises. Revista do Instituto de  Medicina Tropical - São Paulo - SP
- 1981 - A lição de coisas do Museu Paraense Emílio Goeldi. Fundação Nacional de Arte, Instituto Nacional de Artes Plásticas, Rio de Janeiro, 1981, p.9-22

## Outros
- Como Bolsista     da Repartição Sanitária Pan-Americana, visitou os serviços de Erradicação     da Malária na Venezuela, Panamá, El Salvador, México e Guatemala – 1959.
- Designado pelo governo brasileiro  para representar o Brasil no 6° Congresso de Medicina Tropical e Paludismo,     realizado em Lisboa – Portugal em setembro de 1959.
- Eleito pela Sociedade Médico Cirúrgica  do Pará como seu representante no Conselho Regional de Medicina no período de 1960 a 1965.
- Representante da comunidade no Conselho de Curadores da Universidade Federal do Pará, de 1973 a 1974.
- Representante da comunidade no Conselho Universitário da Universidade Federal do Pará, 1975.
- Participante do Encontro de  Instituições Brasileiras de Tecnologia promovida pelo CNPq, no Instituto de Pesquisas Tecnológicas de São Paulo, em 1971.
- Em abril  de 1975 foi reconfirmado pelo Conselho Nacional de Desenvolvimento Científico e Tecnológico - CNPq, para exercer as funções de Diretor do Museu Paraense Emilio Goeldi..